# Danso
Danso, auch tanso, ist eine randgeblasene Bambuskerbflöte, die in der koreanischen Musik gespielt wird. Seit dem 20. Jahrhundert wird sie auch aus Kunststoff hergestellt.

Grifftabelle (Danso oktaviert nach oben)

Die 39 bis 40 Zentimeter lange danso hat vier Grifflöcher und ein Daumenloch auf der Rückseite. Der Tonumfang beträgt über zwei Oktaven von ges1 bis as3. Sie ist mit der chinesischen xiao verwandt, die in China im 1. Jahrhundert n. Chr. erscheint, während die danso in Korea vermutlich erst Anfang des 19. Jahrhunderts eingeführt wurde.
Die Flöte wird in Ensembles der ruhigen Kammermusik zusammen mit Saiteninstrumenten oder solistisch, aber nicht in der rituellen Musik (aak) und nicht in der chinesischen Musik (tangak) verwendet. In der Volksmusik ist ein Zusammenspiel mit der Mundorgel saenghwang beliebt. Die danso gilt als einfach zu erlernen und dient in Korea als Schulinstrument.
Der Name des Instruments setzt sich aus dan, „kurz“, und so, „Flöte“, zusammen. Eine ähnliche koreanische Flöte, die tungso, ist länger als die danso.